# Arrondissement di Nîmes
L'arrondissement di Nîmes è un arrondissement dipartimentale della Francia situato nel dipartimento del Gard, nella regione dell'Occitania.

## Storia
Fu creato nel 1800, sulla base dei preesistenti distretti. Nel 1926 vi fu integrato l'arrondissement soppresso di Uzès.

## Composizione
L'arrondissement è composto da 177 comuni raggruppati in 24 cantoni:
- cantone di Aigues-Mortes
- cantone di Aramon
- cantone di Bagnols-sur-Cèze
- cantone di Beaucaire
- cantone di Lussan
- cantone di Marguerittes
- cantoni di Nîmes, numerati da 1 a 6
- cantone di Pont-Saint-Esprit
- cantone di Remoulins
- cantone di Rhôny-Vidourle
- cantone di Roquemaure
- cantone di Saint-Chaptes
- cantone di Saint-Gilles
- cantone di Saint-Mamert-du-Gard
- cantone di Sommières
- cantone di Uzès
- cantone di Vauvert
- cantone di Villeneuve-lès-Avignon
- cantone di La Vistrenque